# Самсоновиці
Самсоновиці (пол. Samsonowice, нім. Spillendorf) — село в Польщі, у гміні Костомлоти Сьредського повіту Нижньосілезького воєводства.
Населення — 57 осіб (2011).
У 1975-1998 роках село належало до Вроцлавського воєводства.

## Демографія
Демографічна структура станом на 31 березня 2011 року:
|          | Загалом | Допрацездатний вік | Працездатний вік | Постпрацездатний вік |
| -------- | ------- | ------------------ | ---------------- | -------------------- |
| Чоловіки | 29      | 8                  | 16               | 5                    |
| Жінки    | 28      | 5                  | 13               | 10                   |
| Разом    | 57      | 13                 | 29               | 15                   |